# Петр (Мансуров)
Митрополит Пе́тр (в миру Пётр Григорьевич Мансуров; 6 сентября 1954, Краковец, Львовская область, Украинская ССР) — архиерей Русской православной церкви, митрополит Оренбургский и Саракташский.

## Биография
Родился в семье военнослужащего. В 1971 году окончил СШ № 5 города Червоноград Львовской области. В 1972—1974 годах служил в рядах Советской армии.
В 1975—1981 годах обучался на биологическом факультете МГУ. По окончании университета работал по специальности в Омском НИИ природноочаговых инфекций (младший, затем старший научный сотрудник). В 1990 году защитил кандидатскую диссертацию по специальности вирусология.
В 1978 году женился, в 1979 году родился сын Григорий (сейчас священник). В 1988 году супруга скончалась.
8 ноября 1995 года рукоположён во диакона, 26 ноября — во иерея. С мая 1996 года — настоятель храма Рождества Христова и преподобного Сергия Радонежского посёлка Крутая Горка города Омска.
В 2008 году возведён в сан протоиерея.
В 2009 году окончил Тобольскую духовную семинарию, защитив дипломную работу на тему «Сотворение мира Богом и естественнонаучная проблема происхождения жизни на Земле».
С августа 2010 года — секретарь Омского епархиального управления.
4 января 2012 года в Большекулачинском Свято-Никольском монастыре пострижен в монашество с именем Петр в честь апостола Петра.

### Архиерейство
6 июня 2012 года решением Священного синода был избран епископом новооснованной Калачинский епархии.
17 июня того же года в Успенском соборе был возведён в достоинство архимандрита митрополитом Омским и Таврическим Владимиром (Иким).
6 июля 2012 года в храме Всех святых, в земле Российской просиявших, Патриаршей резиденции в Даниловом монастыре Святейший Патриарх Московский и всея Руси Кирилл возглавил чин наречения архимандрита Петра во епископа Калачинского и Муромцевского.
12 июля 2012 года в храме святых апостолов Петра и Павла в Лефортове в Москве рукоположён во епископа Калачинского и Муромцевского. Хиротонию возглавил патриарх Московский и всея Руси Кирилл в сослужении митрополитов Саранского и Мордовского Варсонофия (Судакова), Омского и Таврического Владимира, епископов Солнечногорского Сергия (Чашина) и Воскресенского Саввы (Михеева).
22 января 2019 года на заседании Архиерейского совета Омской митрополии назначен председателем коллегии митрополии по канонизации святых.
27 декабря 2023 года решением Священного Синода РПЦ назначен епископом Оренбургским и Саракташским, главой Оренбургской митрополии, а 3 января 2024 года в Успенском соборе Московского Кремля Патриархом Кириллом возведен в сан митрополита.